# Premier League de 2023–24
A Primeira Divisão do Campeonato Inglês de Futebol da temporada 2023–2024 foi a 122.ª edição da principal divisão do futebol inglês (32.ª como Premier League).
Pela quarta vez consecutiva, o Manchester City se sagrou tetra-campeão após ganhar do West Ham por 3–1 em casa. Esse é o décimo título da Premier League do clube em sua história.
Na 35ª rodada, o Sheffield United foi o primeiro clube a ser rebaixado, o descenso foi confirmado após ser goleado pelo Newcastle por 5–1, voltando a EFL Championship um ano após o acesso a elite. Na antepenúltima rodada, o Burnley foi a segunda equipe rebaixada, o descenso foi confirmado após ser derrotado fora de casa pelo Tottenham pelo placar de 2–1. Assim como o Sheffield United o clube retorna para EFL Championship um ano após seu acesso. Na última rodada, o Luton Town foi a última equipe rebaixada, a equipe perdeu para o Fulham por 4–2 em casa, sendo rebaixado para a Championship.
Um recorde de 1246 gols (380 jogos, uma média de 3,28 por partida) foram marcados durante a temporada, quebrando o recorde anterior de 1222 na temporada de 1992–93 (que teve 462 jogos). A média de gols por jogo foi a mais alta no Campeonato Inglês desde a temporada de 1964–65.[carece de fontes?]

## Regulamento
A Premier League é disputada por 20 clubes em dois turnos. Em cada turno, todos os times jogam entre si uma única vez. Os jogos do segundo turno não são realizados na mesma ordem do primeiro. Não há campeões por turnos, sendo declarado campeão da Inglaterra o time que obtiver o maior número de pontos após as 38 rodadas.[carece de fontes?]

### Critérios de desempate
Caso haja empate de pontos entre dois clubes, os critérios de desempates serão aplicados na seguinte ordem:
1. Saldo de gols
2. Gols marcados

## Participantes
Vinte equipes competirão no campeonato - as dezessete melhores equipes da temporada anterior e as três equipes promovidas da EFL Championship. Em 8 de maio de 2023, treze das dezessete equipes da temporada anterior foram determinadas, pois ganharam pontos suficientes para garantir que não serão rebaixadas.
As equipes promovidas da EFL Championship são Burnley, Sheffield United e o  Luton Town,que conseguiu a promoção após derrotar o Coventry City nos playoffs.

### Promovidos e rebaixados
| Pos. | Rebaixados da Premier League de 2022–23 |
| ---- | --------------------------------------- |
| 18°  | Leicester                               |
| 19°  | Leeds United                            |
| 20°  | Southampton                             |

| Pos. | Promovidos da EFL Championship de 2022–23 |
| ---- | ----------------------------------------- |
| 1º   | Burnley                                   |
| 2º   | Sheffield United                          |
| 3º   | Luton Town (Play-offs)                    |

### Estádios e localizações
Observação: A tabela está listada em ordem alfabética.
| Clube                  | Cidade              | Técnico             | Estádio                     | Capacidade | Títulos                |
| ---------------------- | ------------------- | ------------------- | --------------------------- | ---------- | ---------------------- |
| Arsenal                | Londres             | Mikel Arteta        | Emirates Stadium            | 60.704     | 13 (último em 2003–04) |
| Aston Villa            | Birmingham          | Unai Emery          | Villa Park                  | 42.660     | 7 (último em 1980–81)  |
| Bournemouth            | Bournemouth         | Andoni Iraola       | Vitality Stadium            | 18.464     | 0 (nenhum)             |
| Brentford              | Londres             | Thomas Frank        | Brentford Community Stadium | 17.250     | 0 (nenhum)             |
| Brighton & Hove Albion | Brighton and Hove   | Roberto De Zerbi    | Falmer Stadium              | 30.750     | 0 (nenhum)             |
| Burnley                | Burnley             | Vincent Kompany     | Turf Moor                   | 22.546     | 2 (último em 1959–60)  |
| Chelsea                | Londres             | Mauricio Pochettino | Stamford Bridge             | 41.837     | 6 (último em 2016–17)  |
| Crystal Palace         | Londres             | Oliver Glasner      | Selhurst Park               | 26.047     | 0 (nenhum)             |
| Everton                | Liverpool           | Sean Dyche          | Goodison Park               | 39.571     | 9 (último em 1986–87)  |
| Fulham                 | Londres             | Marco Silva         | Craven Cottage              | 25.700     | 0 (nenhum)             |
| Liverpool              | Liverpool           | Jürgen Klopp        | Anfield                     | 53.394     | 19 (último em 2019–20) |
| Luton Town             | Luton               | Rob Edwards         | Kenilworth Road             | 10.356     | 0 (nenhum)             |
| Manchester City        | Manchester          | Pep Guardiola       | Etihad Stadium              | 53.400     | 9 (atual campeão)      |
| Manchester United      | Manchester          | Erik ten Hag        | Old Trafford                | 74.310     | 20 (último em 2012–13) |
| Newcastle              | Newcastle upon Tyne | Eddie Howe          | St. James' Park             | 52.409     | 4 (último em 1926–27)  |
| Nottingham Forest      | Nottingham          | Nuno Espírito Santo | City Ground                 | 30.446     | 1 (último em 1977–78)  |
| Sheffield United       | Sheffield           | Chris Wilder        | Bramall Lane                | 39.859     | 1 (último em 1897–98)  |
| Tottenham              | Londres             | Ange Postecoglou    | Tottenham Hotspur Stadium   | 62.850     | 2 (último em 1960–61)  |
| West Ham               | Londres             | David Moyes         | Estádio Olímpico de Londres | 62.500     | 0 (nenhum)             |
| Wolverhampton          | Wolverhampton       | Gary O'Neil         | Molineux Stadium            | 32.050     | 3 (último em 1958–59)  |

## Classificação
| Pos | Equipe                 | Pts | J  | V  | E  | D  | GP | GC  | SG  | Classificação ou descenso                            |
| --- | ---------------------- | --- | -- | -- | -- | -- | -- | --- | --- | ---------------------------------------------------- |
| 1   | Manchester City (C)    | 91  | 38 | 28 | 7  | 3  | 96 | 34  | +62 | Fase de liga da Liga dos Campeões da UEFA de 2024–25 |
| 2   | Arsenal                | 89  | 38 | 28 | 5  | 5  | 91 | 29  | +62 | Fase de liga da Liga dos Campeões da UEFA de 2024–25 |
| 3   | Liverpool              | 82  | 38 | 24 | 10 | 4  | 86 | 41  | +45 | Fase de liga da Liga dos Campeões da UEFA de 2024–25 |
| 4   | Aston Villa            | 68  | 38 | 20 | 8  | 10 | 76 | 61  | +15 | Fase de liga da Liga dos Campeões da UEFA de 2024–25 |
| 5   | Tottenham              | 66  | 38 | 20 | 6  | 12 | 74 | 61  | +13 | Fase de liga da Liga Europa da UEFA de 2024–25       |
| 6   | Chelsea                | 63  | 38 | 18 | 9  | 11 | 77 | 63  | +14 | Play-off da Liga Conferência da UEFA de 2024–25      |
| 7   | Newcastle              | 60  | 38 | 18 | 6  | 14 | 85 | 62  | +23 |                                                      |
| 8   | Manchester United      | 60  | 38 | 18 | 6  | 14 | 57 | 58  | −1  | Fase de liga da Liga Europa da UEFA de 2024–25       |
| 9   | West Ham               | 52  | 38 | 14 | 10 | 14 | 60 | 74  | −14 |                                                      |
| 10  | Crystal Palace         | 49  | 38 | 13 | 10 | 15 | 57 | 58  | −1  |                                                      |
| 11  | Brighton & Hove Albion | 48  | 38 | 12 | 12 | 14 | 55 | 62  | −7  |                                                      |
| 12  | Bournemouth            | 48  | 38 | 13 | 9  | 16 | 54 | 67  | −13 |                                                      |
| 13  | Fulham                 | 47  | 38 | 13 | 8  | 17 | 55 | 61  | −6  |                                                      |
| 14  | Wolverhampton          | 46  | 38 | 13 | 7  | 18 | 50 | 65  | −15 |                                                      |
| 15  | Everton                | 40  | 38 | 13 | 9  | 16 | 40 | 51  | −11 |                                                      |
| 16  | Brentford              | 39  | 38 | 10 | 9  | 19 | 56 | 65  | −9  |                                                      |
| 17  | Nottingham Forest      | 32  | 38 | 9  | 9  | 20 | 49 | 67  | −18 |                                                      |
| 18  | Luton Town             | 26  | 38 | 6  | 8  | 24 | 52 | 85  | −33 | Zona de rebaixamento à EFL Championship de 2024–25   |
| 19  | Burnley                | 24  | 38 | 5  | 9  | 24 | 41 | 78  | −37 | Zona de rebaixamento à EFL Championship de 2024–25   |
| 20  | Sheffield United       | 16  | 38 | 3  | 7  | 28 | 35 | 104 | −69 | Zona de rebaixamento à EFL Championship de 2024–25   |

1. ↑  O Liverpool se classificou-se para a Liga Conferência da UEFA graças ao título da Copa da Liga Inglesa de 2023–24, mas ainda pode se classificar para a Liga Europa ou Liga dos Campeões, caso isso aconteça, a vaga será repassada para o clube com a melhor colocação, o sexto colocado.
2. ↑  O Manchester United se classificou para a fase de liga da Liga Europa por ter ganhado o título da Copa da Inglaterra de 2023–24.
3. ↑  Everton foi punido pela perda de oito pontos por violar regras de rentabilidade e sustentabilidade. Foram originalmente dez pontos, mas foram reduzidos para seis após um recurso. O clube foi então punido de mais dois pontos por novas violações do PSR.[10][11][12]
4. ↑  O Nottingham Forest foi punido pela perda de quatro pontos por violar as regras de lucratividade e sustentabilidade.[13]

## Confrontos
| Mandante \ Visitante   | ARS | AVL | BOU | BRE | BHA | BUR | CHE | CRY | EVE | FUL | LIV | LUT | MCI | MUN | NEW | NFO | SHU | TOT | WHU | WOL |
| ---------------------- | --- | --- | --- | --- | --- | --- | --- | --- | --- | --- | --- | --- | --- | --- | --- | --- | --- | --- | --- | --- |
| Arsenal                | —   | 0–2 | 3–0 | 2–1 | 2–0 | 3–1 | 5–0 | 5–0 | 2–1 | 2–2 | 3–1 | 2–0 | 1–0 | 3–1 | 4–1 | 2–1 | 5–0 | 2–2 | 0–2 | 2–1 |
| Aston Villa            | 1–0 | —   | 3–1 | 3–3 | 6–1 | 3–2 | 2–2 | 3–1 | 4–0 | 3–1 | 3–3 | 3–1 | 1–0 | 1–2 | 1–3 | 4–2 | 1–1 | 0–4 | 4–1 | 2–0 |
| Bournemouth            | 0–4 | 2–2 | —   | 1–2 | 3–0 | 2–1 | 0–0 | 1–0 | 2–1 | 3–0 | 0–4 | 4–3 | 0–1 | 2–2 | 2–0 | 1–1 | 2–2 | 0–2 | 1–1 | 1–2 |
| Brentford              | 0–1 | 1–2 | 2–2 | —   | 0–0 | 3–0 | 2–2 |     | 1–3 | 0–0 | 1–4 | 3–1 | 1–3 | 1–1 | 2–4 | 3–2 | 2–0 | 2–2 | 3–2 | 1–4 |
| Brighton & Hove Albion | 0–3 | 1–0 | 3–1 | 2–1 | —   | 1–1 | 1–2 | 4–1 | 1–1 | 1–1 | 2–2 | 4–1 | 0–4 | 0–2 | 3–1 | 1–0 | 1–1 | 4–2 | 1–3 | 0–0 |
| Burnley                | 0–5 | 1–3 | 0–2 | 2–1 | 1–1 | —   | 1–4 | 0–2 | 0–2 | 2–2 | 0–2 | 1–1 | 0–3 | 0–1 | 1–4 | 1–2 | 5–0 | 2–5 | 1–2 | 1–1 |
| Chelsea                | 2–2 | 0–1 | 2–1 | 0–2 | 3–2 | 2–2 | —   | 2–1 | 6–0 | 1–0 | 1–1 | 3–0 | 4–4 | 4–3 | 3–2 | 0–1 | 2–0 | 2–0 | 5–0 | 2–4 |
| Crystal Palace         | 0–1 | 5–0 | 0–2 | 3–1 | 1–1 | 3–0 | 1–3 | —   | 2–3 | 0–0 | 1–2 | 1–1 | 2–4 | 4–0 | 2–0 | 0–0 | 3–2 | 1–2 | 5–2 | 3–2 |
| Everton                | 0–1 | 0–0 | 3–0 | 1–0 | 1–1 | 1–0 | 2–0 | 1–1 | —   | 0–1 | 2–0 | 1–2 | 1–3 | 0–3 | 3–0 | 2–0 | 1–0 | 2–2 | 1–3 | 0–1 |
| Fulham                 | 2–1 | 1–2 | 3–1 | 0–3 | 3–0 | 0–2 | 0–2 | 1–1 | 0–0 | —   | 1–3 | 1–0 | 0–4 | 0–1 | 0–1 | 5–0 | 3–1 | 3–0 | 5–0 | 3–2 |
| Liverpool              | 1–1 | 3–0 | 3–1 | 3–0 | 2–1 | 3–1 | 4–1 | 0–1 | 2–0 | 4–3 | —   | 4–1 | 1–1 | 0–0 | 4–1 | 3–0 | 2–1 | 4–2 | 3–1 | 2–0 |
| Luton Town             | 3–4 | 2–3 | 2–1 | 1–5 | 4–0 | 1–2 | 2–3 | 2–1 | 1–1 |     | 1–1 | —   | 1–2 | 1–2 | 1–0 | 1–1 | 1–3 | 0–1 | 1–2 | 1–1 |
| Manchester City        | 0–0 | 4–1 | 6–1 | 1–0 | 2–1 | 3–1 | 1–1 | 2–2 | 2–0 | 5–1 | 1–1 | 5–1 | —   | 3–1 | 1–0 | 2–0 | 2–0 | 3–3 | 3–1 | 5–1 |
| Manchester United      | 0–1 | 3–2 | 0–3 | 2–1 | 1–3 | 1–1 | 2–1 | 0–1 | 2–0 | 1–2 | 2–2 | 1–0 | 0–3 | —   | 3–2 | 3–2 | 4–2 | 2–2 | 3–0 | 1–0 |
| Newcastle              | 1–0 | 5–1 | 2–2 | 1–0 | 1–1 | 2–0 | 4–1 | 4–0 | 1–1 | 3–0 | 1–2 | 4–4 | 2–3 | 1–0 | —   | 1–3 | 5–1 | 4–0 | 4–3 | 3–0 |
| Nottingham Forest      | 1–2 | 2–0 | 2–3 | 1–1 | 2–3 | 1–1 | 2–3 | 1–1 | 0–1 | 3–1 | 0–1 | 2–2 | 0–2 | 2–1 | 2–3 | —   | 2–1 | 0–2 | 2–0 | 2–2 |
| Sheffield United       | 0–6 | 0–5 | 1–3 | 1–0 | 0–5 | 1–4 | 2–2 | 0–1 | 2–2 | 3–3 | 0–2 | 2–3 | 1–2 | 1–2 | 0–8 | 1–3 | —   | 0–3 | 2–2 | 2–1 |
| Tottenham              | 2–3 | 1–2 | 3–1 | 3–2 | 2–1 | 2–1 | 1–4 | 3–1 | 2–1 | 2–0 | 2–1 | 2–1 | 0–2 | 2–0 | 4–1 | 3–1 | 2–1 | —   | 1–2 | 1–2 |
| West Ham               | 0–6 | 1–1 | 1–1 | 4–2 | 0–0 | 2–2 | 3–1 | 1–1 | 0–1 | 0–2 | 2–2 | 3–1 | 1–3 | 2–0 | 2–2 | 3–2 | 1–0 | 1–1 | —   | 3–0 |
| Wolverhampton          | 0–2 | 1–1 | 0–1 | 0–2 | 1–4 | 1–0 | 2–1 | 1–3 | 3–0 | 2–1 | 1–3 | 2–1 | 2–1 | 3–4 | 2–2 | 1–1 | 1–0 | 2–1 | 1–2 | —   |

## Estatísticas
Atualizado em 19 de maio de 2024.

### Artilheiros
| Pos. | Jogador              | Equipe          | Gols |
| ---- | -------------------- | --------------- | ---- |
| 1    | Erling Haaland       | Manchester City | 27   |
| 2    | Cole Palmer          | Chelsea         | 22   |
| 3    | Alexander Isak       | Newcastle       | 21   |
| 4    | Dominic Solanke      | Bournemouth     | 19   |
| 4    | Ollie Watkins        | Aston Villa     | 19   |
| 4    | Phil Foden           | Manchester City | 19   |
| 7    | Mohamed Salah        | Liverpool       | 18   |
| 8    | Son Heung-min        | Tottenham       | 17   |
| 9    | Bukayo Saka          | Arsenal         | 16   |
| 9    | Jarrod Bowen         | West Ham        | 16   |
| 9    | Jean-Philippe Mateta | Crystal Palace  | 16   |

### Assistentes
| Pos. | Jogador            | Equipe            | Assists. |
| ---- | ------------------ | ----------------- | -------- |
| 1    | Ollie Watkins      | Aston Villa       | 13       |
| 2    | Cole Palmer        | Chelsea           | 11       |
| 3    | Anthony Gordon     | Newcastle         | 10       |
| 3    | Brennan Johnson    | Tottenham         | 10       |
| 3    | Kevin De Bruyne    | Manchester City   | 10       |
| 3    | Kieran Trippier    | Newcastle         | 10       |
| 3    | Martin Ødegaard    | Arsenal           | 10       |
| 3    | Mohamed Salah      | Liverpool         | 10       |
| 3    | Morgan Gibbs-White | Nottingham Forest | 10       |
| 3    | Pascal Groß        | Brighton          | 10       |
| 3    | Son Heung-min      | Tottenham         | 10       |

### Clean sheets
| Pos. | Jogador           | Equipe            | Clean sheets |
| ---- | ----------------- | ----------------- | ------------ |
| 1    | David Raya        | Arsenal           | 16           |
| 2    | Jordan Pickford   | Everton           | 13           |
| 3    | Bernd Leno        | Fulham            | 10           |
| 3    | Ederson           | Manchester City   | 10           |
| 5    | André Onana       | Manchester United | 9            |
| 6    | Alisson Becker    | Liverpool         | 8            |
| 6    | Emiliano Martínez | Aston Villa       | 8            |
| 8    | Guglielmo Vicario | Tottenham         | 7            |
| 8    | Mark Flekken      | Brentford         | 7            |
| 8    | Neto              | Bournemouth       | 7            |

### Hat-tricks
| Jogador              | Para              | Contra            | Resultado | Data                    | Ref.   |
| -------------------- | ----------------- | ----------------- | --------- | ----------------------- | ------ |
| Erling Haaland       | Manchester City   | Fulham            | 5–1 (C)   | 2 de setembro de 2023   | [ 16 ] |
| Son Heung-min        | Tottenham         | Burnley           | 5–2 (F)   | 2 de setembro de 2023   | [ 17 ] |
| Evan Ferguson        | Brighton          | Newcastle         | 3–1 (C)   | 2 de setembro de 2023   | [ 18 ] |
| Ollie Watkins        | Aston Villa       | Brighton          | 6–1 (C)   | 30 de setembro de 2023  | [ 19 ] |
| Eddie Nketiah        | Arsenal           | Sheffield United  | 5–0 (C)   | 28 de outubro de 2023   | [ 20 ] |
| Nicolas Jackson      | Chelsea           | Tottenham         | 4–1 (F)   | 6 de novembro de 2023   | [ 21 ] |
| Dominic Solanke      | Bournemouth       | Nottingham Forest | 3–2 (F)   | 23 de dezembro de 2023  | [ 22 ] |
| Chris Wood           | Nottingham Forest | Newcastle         | 3–1 (F)   | 26 de dezembro de 2023  | [ 23 ] |
| Elijah Adebayo       | Luton Town        | Brighton          | 4–0 (F)   | 30 de janeiro de 2024   | [ 24 ] |
| Matheus Cunha        | Wolverhampton     | Chelsea           | 4–2 (F)   | 4 de fevereiro de 2024  | [ 25 ] |
| Phil Foden           | Manchester City   | Brentford         | 3–1 (F)   | 5 de fevereiro de 2024  | [ 26 ] |
| Jarrod Bowen         | West Ham          | Brentford         | 4–2 (C)   | 27 de fevereiro de 2024 | [ 27 ] |
| Phil Foden           | Manchester City   | Aston Villa       | 4–1 (C)   | 3 de abril de 2024      | [ 28 ] |
| Cole Palmer          | Chelsea           | Manchester United | 4–3 (C)   | 4 de abril de 2024      | [ 29 ] |
| Jean-Philippe Mateta | Crystal Palace    | Aston Villa       | 5–0 (C)   | 19 de maio de 2024      | [ 30 ] |

### Poker-trick
| Jogador        | Para            | Contra        | Resultado | Data                | Ref.   |
| -------------- | --------------- | ------------- | --------- | ------------------- | ------ |
| Cole Palmer    | Chelsea         | Everton       | 6–0 (C)   | 15 de abril de 2024 | [ 31 ] |
| Erling Haaland | Manchester City | Wolverhampton | 5–1 (C)   | 4 de maio de 2024   | [ 32 ] |

## Prêmios

### Prêmios Mensais
| Mês       | Treinador do mês | Treinador do mês  | Jogador do mês  | Jogador do mês    | Gol do mês          | Gol do mês        | Defesa do mês   | Defesa do mês     | Referências                 |
| Mês       | Treinador        | Clube             | Jogador         | Clube             | Jogador             | Clube             | Jogador         | Clube             | Referências                 |
| --------- | ---------------- | ----------------- | --------------- | ----------------- | ------------------- | ----------------- | --------------- | ----------------- | --------------------------- |
| Agosto    | Ange Postecoglou | Tottenham         | James Maddison  | Tottenham         | Kaoru Mitoma        | Brighton          | Alisson Becker  | Liverpool         | [ 33 ] [ 34 ] [ 35 ] [ 36 ] |
| Setembro  | Ange Postecoglou | Tottenham         | Son Heung-min   | Tottenham         | Bruno Fernandes     | Manchester United | Robert Sánchez  | Chelsea           | [ 37 ] [ 38 ] [ 39 ] [ 40 ] |
| Outubro   | Ange Postecoglou | Tottenham         | Mohamed Salah   | Liverpool         | Saman Ghoddos       | Brentford         | Alphonse Areola | West Ham          | [ 41 ] [ 42 ] [ 43 ] [ 44 ] |
| Novembro  | Erik ten Hag     | Manchester United | Harry Maguire   | Manchester United | Alejandro Garnacho  | Manchester United | Thomas Kaminski | Luton Town        | [ 45 ] [ 46 ] [ 47 ] [ 48 ] |
| Dezembro  | Unai Emery       | Aston Villa       | Dominic Solanke | Bournemouth       | Alexis Mac Allister | Liverpool         | Wes Foderingham | Sheffield United  | [ 49 ] [ 50 ] [ 51 ] [ 52 ] |
| Janeiro   | Jürgen Klopp     | Liverpool         | Diogo Jota      | Liverpool         | Oscar Bobb          | Manchester City   | Jordan Pickford | Everton           | [ 53 ] [ 54 ] [ 55 ] [ 56 ] |
| Fevereiro | Mikel Arteta     | Arsenal           | Rasmus Højlund  | Manchester United | Kobbie Mainoo       | Manchester United | Mark Flekken    | Brentford         | [ 57 ] [ 58 ] [ 59 ] [ 60 ] |
| Março     | Andoni Iraola    | Bournemouth       | Rodrigo Muniz   | Fulham            | Marcus Rashford     | Manchester United | Matz Sels       | Nottingham Forest | [ 61 ] [ 62 ] [ 63 ] [ 64 ] |
| Abril     | Sean Dyche       | Everton           | Cole Palmer     | Chelsea           | Cole Palmer         | Chelsea           | André Onana     | Manchester United | [ 65 ] [ 66 ] [ 67 ] [ 68 ] |

### Prêmios Anuais
| Prêmio                     | Vencedor           | Equipe            |
| -------------------------- | ------------------ | ----------------- |
| Treinador da Temporada     | Pep Guardiola      | Manchester City   |
| Jogador da Temporada       | Phil Foden         | Manchester City   |
| Jogador Jovem da Temporada | Cole Palmer        | Chelsea           |
| Gol da Temporada           | Alejandro Garnacho | Manchester United |
| Defesa do Ano              | Thomas Kaminski    | Luton Town        |
| FWA Futebolista do Ano     | Phil Foden         | Manchester City   |